# System of a Down
System of a Down (транскр.  Систем оф а даун, често скраћено као SoaD или System) је јерменско-амерички алтернативни метал бенд пореклом из Глендејла у Калифорнији основан 1994. Чине га главни вокал Серџ Танкијан, гитариста Дерон Малакијан, басиста Шаво Одаџијан и бубњар Џон Долмајан.
Бенд је постигао комерцијални успех са издавањем пет студијских албума, од којих су три дебитовала на првом месту на Билборд 200. System of a Down је номинован за четири Греми награде, а њихова песма B.Y.O.B.освојила је награду за Најбољи Хард Рок Перформанс за 2006. Група је на паузи била од 2006. поново се окупила у новембру 2010.

## Историја

### Soil(1992—1994)
Дерон Малакијан и Серџ Танкијан су као деца похађали исту Јерменску школу Роуз и Алекс Пилибос али се нису упознали због осмогодишње разлике у годинама, све до 1992. када су радили у истом студију на различитим пројектима. Они су оснивали бенд под називом "Soil" са Танкианом на вокалу и клавијатурама, Малакианом на вокалу и гитари, Дејв Хакопиан (који је касније свирао у Апекс Теори / Мт. Хелијум). Бенд је ангажовао Шаво Одаџијан (још један Роуз и Алекс Пилибос стипендиста) као менаџер, иако се на крају придружио бенду као ритам гитариста. Године 1994, после само једног живог наступа, и једног импровизованог снимања, Хакопиан и Ларанио су напустили бенд, осећајући да то никуда не води.

### Демо снимци и потписивање уговора (1994—1998)
С обзиром на распад претходног бенда, Серџ, Дерон и Онтроник Качатуријан оснивају нови бенд System of a Down. Шаво је у почетку био продуцент бенда, али се касније придружио као активни члан свирајући бас гитару.
Веома брзо настала је неименована демо касета на којој се налазила првобитна верзија песме Mr. Jack заједно са још неколико песама, а касније још неколико демо верзија снимљених на концерту. Средином 1997. Качатуријан напушта групу због повреде, а замењује га бубњар Џон Долмајан. На једном наступу примећује их Рик Рубин, музички продуцент који им помаже да сниме нови демо који овога пута шаљу бројним издавачким кућама. Након потоисивања уговора са American/Columbia Records бенд почиње са радом на свом првом албуму.

### Деби албум (1998—2001)
Јуна 1998. група објављује деби албум System of a Down. Са албума су се издвојиле песме Sugar и Spiders за које су снимљени музички спотови. Бенд је након промоције албума кренуо на турнеју, наступајући као предгрупа Металици и Слејеру. 2000. године урадили су обраду песме Snowblind енглеског хеви метал бенда Блек Сабат.

### Пробој са албумомToxicity(2001—2002)
Група је начинила пробој на музичкој сцени својим другим албумом Toxicity који је дебитовао на првом месту америчких и канадских топ-листа. Албум је продат у 7 милиона копија широм света достижући мулти-платинасти тираж. Први сингл са албума Chop Suey! био је забрањен на радију због стихова који су задирали у политику, али је упркос томе спот за песму константо емитован на МТВ-ју. Песма је била номинована за Греми награду, баш као и остала два сингла са албума Toxicity и Aerials. Маја 2006. британска музичка телевизија VH1 је Toxicity сврстала на 14. месту 40 највећих метал песама. Бенд је 2001. имао серију концерата по САД заједно са бендом Slipknot, а касније и са немачким бендом Rammstein

### Steal This Album!(2002—2004)
Крајем 2001. неколико необјављених песама процурело је на интернет али је група објавила да су то незавршене верзије. Новембра 2002. коначне верзије тих песама нашле су се на трећем студијском албуму Steal This Album. Са њега се као сингл издвојила песма Innvervision, а музички спот такође је снимљен и за песму Boom!.

### MezmerizeиHypnotize(2004—2006)
Од 2004. до 2005. Систем је објавио дупли албум из два дела који су објављени у размаку од шест месеци. 17. маја 2005. појавио се Mezmerize који је дебитовао на првом месту топ-листа САД, Канаде, Аустралије и још неколико држава, продајући се у 800.000 примерака током прве недеље. Са албума су се издвојила два сингла, добитник Греми награде B.Y.O.B. и Question!. Уследила је и турнеја по Северној Америци.
Други део дуплог албума, Hypnotize, објављен је 22. новембра 2005. такође дебитујући на првом месту топ-листа. Заједно са бендовима Битлси, Guns 'n' Roses као и реперима Тупак Шакуром и DMX-ом, СОАД једини имају два албума која су једној години дебитовали на првом месту топ-листа. Са албума Hypnotize издвојили су се као синглови песме Hypnotize, Lonely Day, као и промотивни синглови Kill Rock 'N Roll и Vicinity of Obscenity. На 49. додели Греми награда песма Lonely Day је номинована у категорији „Најбоље хард-рок извођење“.

### Пауза и будућност бенда (2006—2010)
Маја 2006. бенд је објавио да ће направити „најмање“ трогодишњу паузу, као и потврдили да бенду не прети распад, већ да само желе да се мало одморе од музике. Након 4 године бенд се поново окупља.

## Музички стил
Бенд је познат по свом експериментисању са музиком, као и миксовању различитих музичких жанрова. Како се њихова музика мењала током година, тако су их и критичари сврставали у алтернативни метал, алтернативни рок, уметнички рок, експериментални рок, хард рок, хеви метал, ну метал, прогресивни метал и прогресивни рок. Малакијан је изјавио да по његов мишљењу бенд не спада под ниједан од ових жанрова, а Танкијан да увек воде рачуна о томе да њихова музика сваки пут буде нешто ново и другачије.
Бенд је користио широк дијапазон инструмената од којих неки воде порекло са Средњег истока док су неки добро познати у музичком свету.

## Чланови
Садашњи
- Дерон Малакијан – пратећи вокал, гитара (1994—до сада)
- Серџ Танкиан – главни вокал, клавијатура (1994—до сада)
- Шаво Одаџијан – бас гитара (1994—до сада)
- Џон Долмајан – бубњеви (1997—до сада)

Бивши
- Онтроник Качатуријан – бубњеви (1994—1997)

Музичари на концертима
- Хери Пери – гитара (током Озфеста 2006.)

## Дискографија
- System of a Down (1998)
- Toxicity (2001)
- Steal This Album! (2002)
- Mezmerize (2005)
- Hypnotize (2005)